# Орканув
Орканув (пол. Orkanów) — село в Польщі, у гміні Пінчів Піньчовського повіту Свентокшиського воєводства.
Населення — 135 осіб (2011).
У 1975—1998 роках село належало до Келецького воєводства.

## Демографія
Демографічна структура на день 31 березня 2011 року:
|          | Загалом | Допрацездатний вік | Працездатний вік | Постпрацездатний вік |
| -------- | ------- | ------------------ | ---------------- | -------------------- |
| Чоловіки | 63      | 11                 | 41               | 11                   |
| Жінки    | 72      | 14                 | 33               | 25                   |
| Разом    | 135     | 25                 | 74               | 36                   |